# Имитозащита
Имитозащита — защита системы шифровальной связи или другой криптосистемы от навязывания ложных данных. Защита данных от внесения в них несанкционированных изменений, другими словами, защита целостности сообщения.
Реализуется с помощью добавления к сообщению дополнительного кода, имитовставки (MAC), зависящей от содержания сообщения и секретного элемента, известного только отправителю и получателю (ключа). Закладка избыточности позволяет обнаружить внесённые в сообщение несанкционированные изменения.
{\displaystyle T''=(T,Y)}, где {\displaystyle Y=f(T,K)}
Получатель проверяет выполнение условия {\displaystyle Y=f(T,K)}, где {\displaystyle K} — криптографический ключ, известный только отправителю и получателю. Сообщение подлинно, если условие справедливо. В противном случае сообщение отвергается. Пример имитовставки — контрольная сумма блоков сообщения по модулю некоторого числа (ключа).
Имитозащита (в её классическом, «симметричном» виде) применяется там, где важна оперативность передачи, но не требуется полная секретность. Аналогия из жизни: разведчик посылает численность вражеских войск. Под пулями закрыть всё сообщение прочным шифром долго, да и партизаны не смогут его расшифровать. Если же враг расшифрует сообщение, он мало что приобретёт. Так что можно закрыть сообщение слабым шифром или вообще не шифровать. А чтобы не было провокаций со стороны врага, добавляются контрольные символы, которые и выполняются прочным шифром.

## Угрозы целостности и аутентичности данных
1. Злоумышленник изменяет сообщение, но не изменяет контрольную комбинацию (угроза целостности данных).
2. Злоумышленник изменяет сообщение и снабжает его правильно вычисленной контрольной комбинацией, выдавая его за подлинное (угроза аутентичности данных).

Контрольная сумма без использования ключа (по известному модулю) не обеспечивает защиты от второй  угрозы.
К первой угрозе устойчива схема имитозащиты, основанная на необратимой функции {\displaystyle Y=f(T)} (т. е. такой функции, вычислить обратную функцию к которой невозможно за приемлемое время, например, если значение T может быть вычислено по Y только перебором). Такая контрольная комбинация называется кодом обнаружения манипуляции с данными (manipulation detection code — MDC). Обычно применяется хеш-функция сообщения, например, в России — по алгоритму ГОСТ Р 34.11-2012 (ранее ГОСТ Р 34.11-94).
Устойчивость ко второй угрозе достигается путём вычисления имитовставки с использованием криптографического ключа, известного только отправителю и получателю. Поскольку ключ для вычисления имитовставки известен только отправителю и получателю, имитатор не может вычислить правильное значение имитовставки для сфабрикованного сообщения, а также не может подобрать содержание сообщения для заведомого соответствия имитовставке. Такая контрольная комбинация называется кодом аутентификации сообщения, или собственно имитовставкой (message authentication code — MAC). В России принят алгоритм вычисления имитовставки по ГОСТ 28147-89.
Формально, алгоритмы электронной цифровой подписи (ЭЦП) также могут выполнять функции имитозащиты, но их использование требует больших ресурсов — как по размеру имитовставки (64 байта ЭЦП по ГОСТ Р 34.10-2001 против 4 или 8 байтов имитовставки по ГОСТ 28147-89), так и по времени вычисления (формирование и проверка ЭЦП обычно в сотни раз длительнее формирования имитовставки).